# کالوگرووو (استان پازارجیک)
کالوگرووو (به بلغاری: Kalugerovo) یک منطقهٔ مسکونی در بلغارستان است که در استان پازارجیک واقع شده‌است.
 کالوگرووو  ۱٬۴۱۴ نفر جمعیت دارد و ۲۵۵ متر بالاتر از سطح دریا واقع شده‌است.